# 愛國婦人會

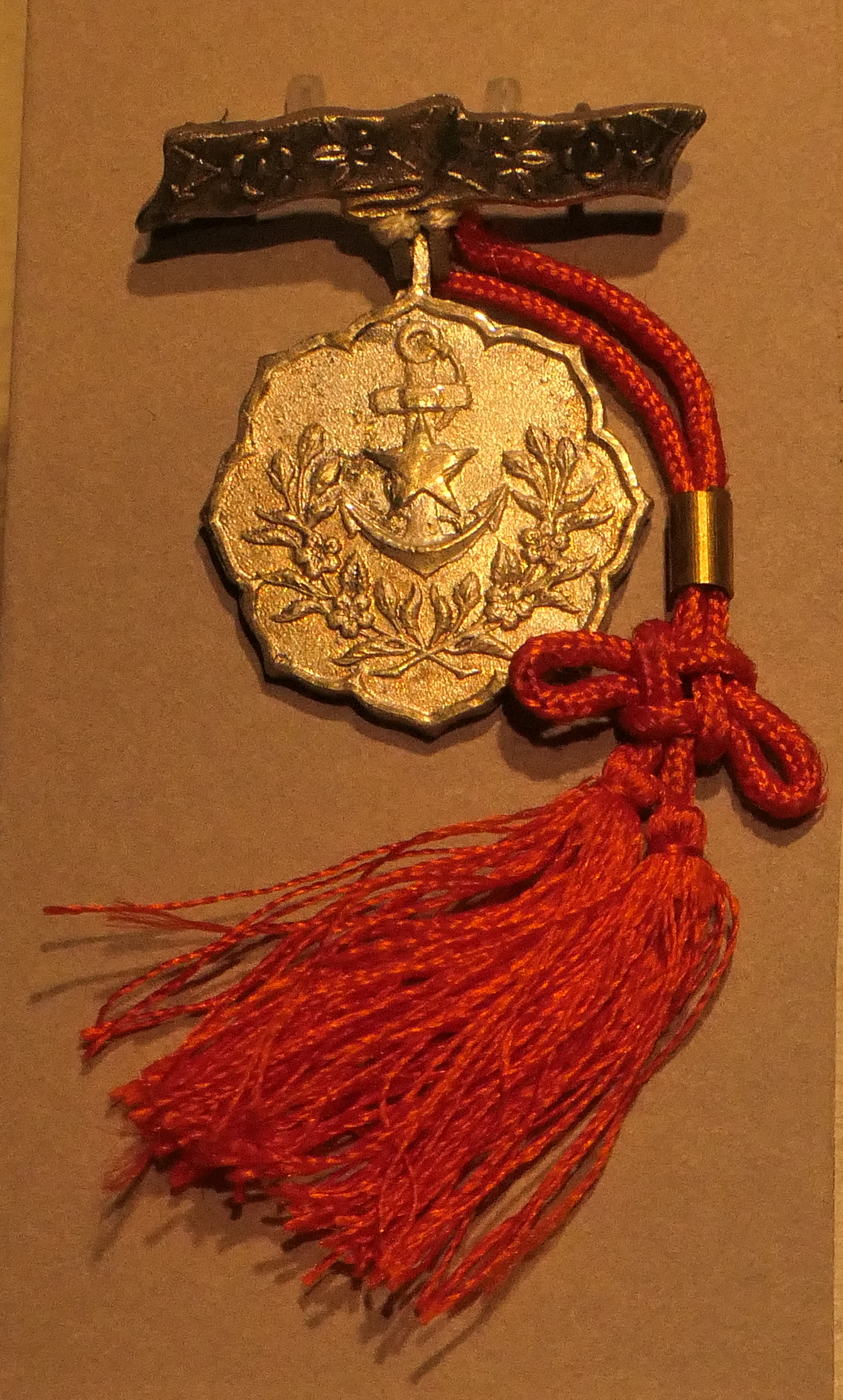
愛國婦人會通常會員章

愛國婦人會是由奧村五百子於1901年在日本東京創立的婦人團體，主要工作有達成軍事輔助事業和分擔生活輔助、慰問軍眷或遺族、籌備軍事後援與救濟救護的資金。其成員多為日本皇族、華族等上流階層的女性，主要是從事社會事業，後來隨著戰爭爆發改擔負後方婦人奉公的任務。

## 沿革
愛國婦人會的創立者是九州佐賀縣人奧村五百子，1900年八國聯軍時，她在中國華北見到日軍傷兵的慘況，並在返回日本後得知陣亡日軍將士家屬缺乏照顧，遂積極籌組婦人團體義務支援照顧工作。1901年該會成立時，請到皇族閑院宮親王夫人擔任總裁，後來由日本社會支持得以迅速增加支會，而臺灣方面則到1904年2月與6月在臺中、臺南、臺北設立支部，後來在1905年7月17日在臺北成立愛國婦人會臺灣支部（1933年升格為臺灣本部）。
愛國婦人會不管在日本還是臺灣，成員均由上流社會階層人士之夫人組成，主要工作有照顧日本征戰受傷軍人、遺族，以及募款充實軍需。戰爭告一段落後，愛國婦人會亦從事社會工作，如與日本赤十字社合辦巡迴診療等。而該會的經費來源除了創會當時日本天皇、日本皇后等人捐款，還有一般入會費、經營事業收入與各界捐款。在1937年時，愛國婦人會的總會員數已達311萬多人，除了日本內地，在樺太、南洋群島、朝鮮、臺灣、滿州國亦有設置地方的愛國婦人會組織。
1941年6月10日，日本內閣決議將愛國婦人會、大日本連合婦人會、大日本國防婦人會等三個組織統一。此三組織於是在1942年2月被合併為「大日本婦人會」。然而，隨著大政翼贊會在1945年6月13日解散，大日本婦人會亦解散，改編入「國民義勇隊女子隊」，此組織在戰後解散。

## 徽章與感謝狀

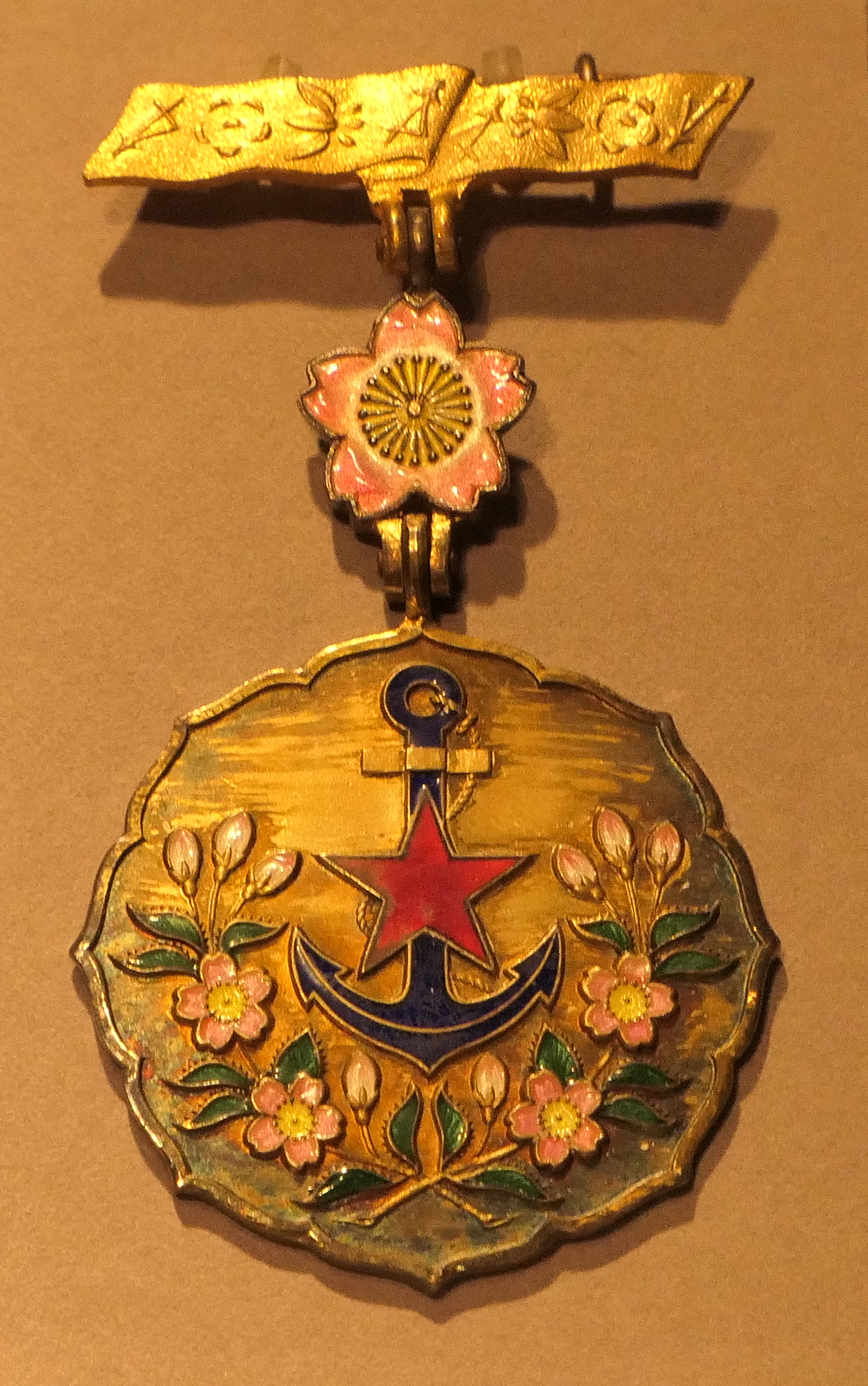
愛國婦人會壹等有功附加章

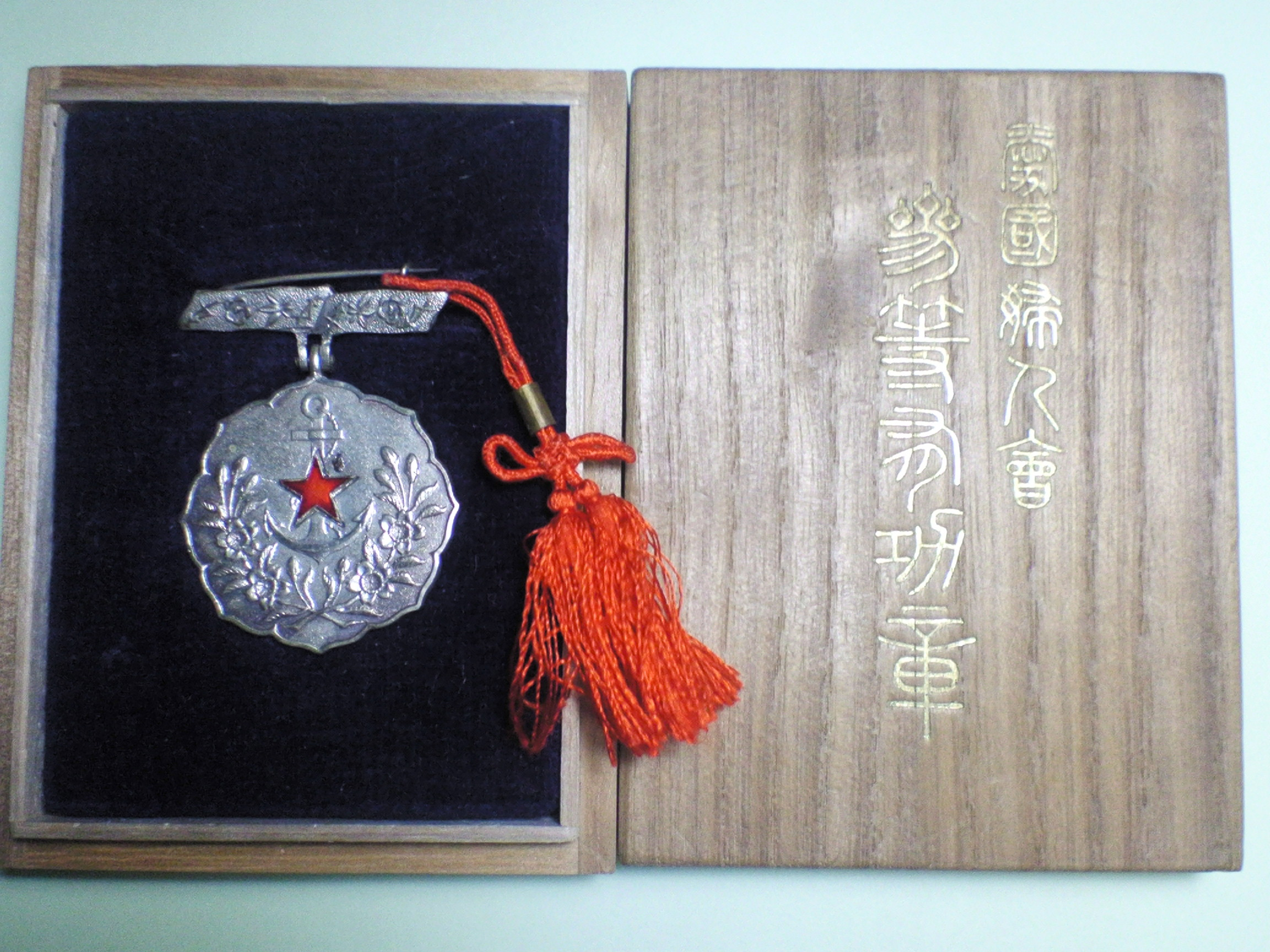
愛國婦人會參等有功章

對於捐款達到一定金額者以及有功的幹部，愛國婦人會會依其規則頒予徽章或感謝狀，最初有功徽章由該會總裁親自頒授，較為偏遠的地方才由地方支部長代為頒授。
愛國婦人會的勳章最初分為一等七寶製有功章、二等七寶紅星金色有功章、三等七寶紅星銀色有功章三種，1907年於〈有功章謝狀贈與規則〉中增列特別徽章，1917年再增列附加章、特別勳章，1931年再次修正規則且沿用至該會解散。1931年時該會有功章分為最高特別有功章（原特別徽章）與一等至三等有功章四種，而一等到三等的有功章各增有附加章一項。七種有功章和附加章的條件如下：
| 勳章               | 條件                                       |
| ------------------ | ------------------------------------------ |
| 特別有功章         | 捐款千圓以上、介紹會員千人以上             |
| 壹等有功章、附加章 | 捐款五百圓以上、介紹會員五百人以上         |
| 壹等有功章         | 捐款三百圓以上、介紹會員三百人以上         |
| 貳等有功章、附加章 | 捐款二百圓以上、介紹會員二百人以上         |
| 貳等有功章         | 捐款一百五十圓以上、介紹會員一百五十人以上 |
| 參等有功章、附加章 | 捐款一百圓以上、介紹會員一百人以上         |
| 參等有功章         | 捐款五十圓以上、介紹會員五十人以上         |

另外，該會有兩種感謝狀，一種是發給捐款七圓以上者，另外一種是七圓以下者。

## 愛國婦人會臺灣本部

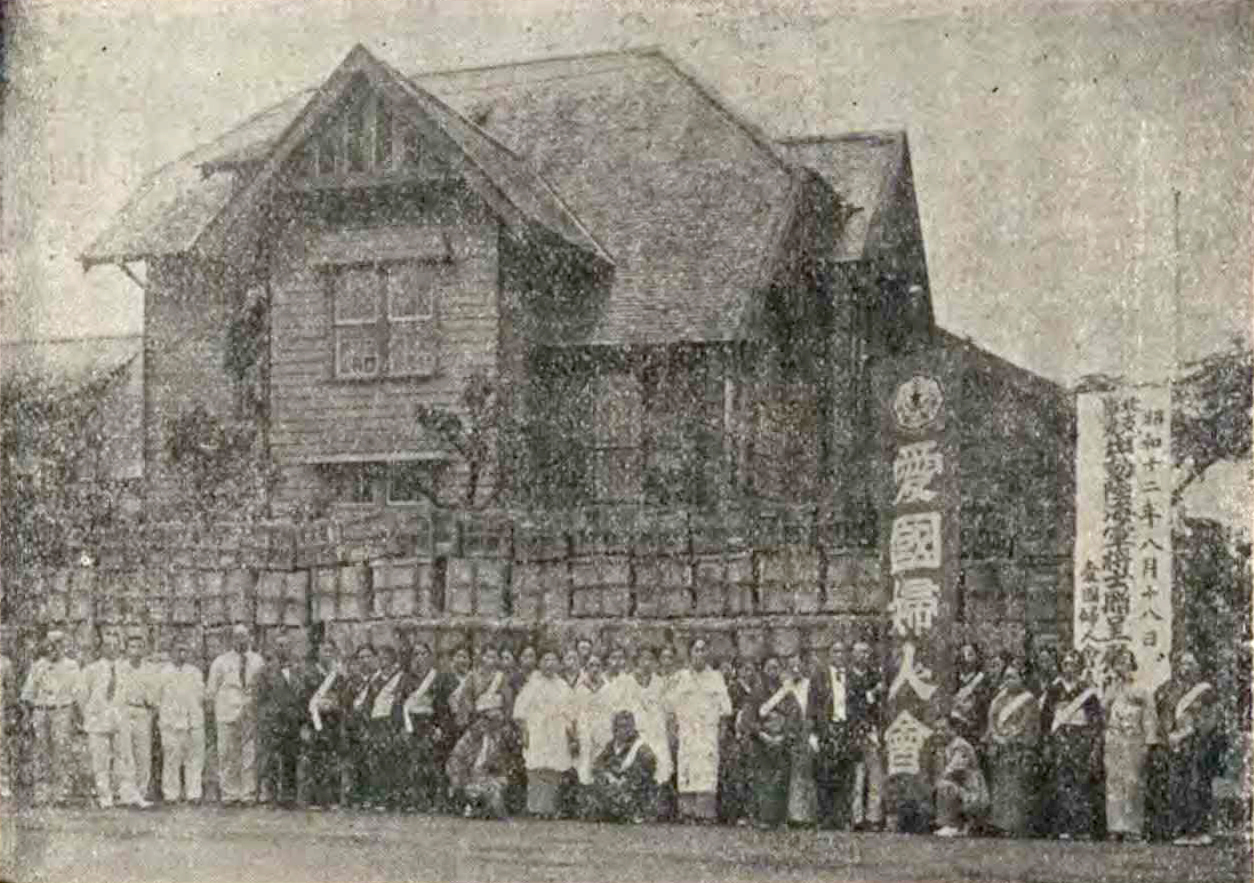
愛國婦人會臺灣本部前發送軍人慰問袋之景象(本部位於台北市表町一丁目)

### 歷史
愛國婦人會於1904年2月成立愛國婦人會台中、台南支部；1904年6月成立台北支部。1905年7月，三支部合併為愛國婦人會台灣支部，會址在台北，由後藤新平之妻後藤和子擔任支部長，並在當時19個地方廳設置幹事部，而此時台灣支部的會員僅限日本女性，從事軍事援護以及婦女社會教化工作，例如獎勵放足與進行女子教育。於1908年10月，月刊《臺灣愛國婦人》創刊發行。1913年6月，位於臺北市表町一丁目的愛國婦人會臺灣本部事務所落成，並設有養蠶室、幼稚園和女子職業學校。1924年1月，成立財團法人愛國婦人事業後援會。1927年7月，開始舉辦全島幼稚園保母講習會；同年10月，修築台南市五妃廟。1930年4月，發行《臺灣愛國婦人新報》，同時亦開始巡迴診療。1932年5月，開設「乳兒健康相談所」。自1935年，與日本赤十字社臺灣支部合作從事巡迴診療。1933年6月，升格為愛國婦人會台灣本部。1942年，改為大日本婦人會臺灣支部。
二戰後，原愛國婦人會臺灣本部改為婦聯會臺北分會附設復興幼稚園（私立復興實驗高中前身），而各地的原愛國婦人會館則移交予中華民國紅十字會。

### 臺灣本部事務所
愛國婦人會台灣支部事務所於1912年8月興建於文武町六丁目的高等法院現址，並兼作養蠶室使用。在養蠶事業廢止後，改由女子職業學校使用。由於後來高等法院的興建計畫，愛國婦人會臺灣支部事務所於是在表町一丁目興建新事務所，而部分建築則是從原址移築而來，整體工程於1931年1月落成，幼稚園及女子職業學校亦遷入。

### 各州廳支部
愛國婦人會的各地方支部除了支援臺灣本部的事業外，還負責當地婦人會館的建設、神社廟宇之維護及修建、設立特殊紀念建築物、診療所、托兒所、幼稚園等設施。在1937年七七事變後，更積極從事軍事後援、出征軍人家庭、遺族家庭之扶助及慰問等服務，以及募款、募集千人針、慰問品、慰問袋等活動。
| 支部     | 分會數  | 會員數(人) | 會員數(人) | 會員數(人) |
| 支部     | 分會數  | 內地人     | 本島人     | 合計       |
| -------- | ------- | ---------- | ---------- | ---------- |
| 臺北州   | 2市9郡  | 14,419     | 27,830     | 42,249     |
| 新竹州   | 1市8郡  | 4,174      | 34,219     | 38,393     |
| 臺中州   | 2市11郡 | 6,731      | 45,380     | 52,111     |
| 臺南州   | 2市10郡 | 5,802      | 59,651     | 65,453     |
| 高雄州   | 2市7郡  | 7,440      | 29,695     | 37,135     |
| 臺東廳   | 3郡     | 1,210      | 2,603      | 3,813      |
| 花蓮港廳 | 3郡     | 3,385      | 4,819      | 8,204      |
| 澎湖廳   | -       | 376        | 3,791      | 4,167      |
| 合計     | 60      | 43,537     | 207,988    | 251,525    |

### 附屬事業

#### 愛國高等技藝女學校
愛國婦人會於1915年即在台北開辦女子教育機構，並逐漸改制為「私立愛國高等技藝高等女學校」，其位於臺北市樺山町，然而此校在1938年因戰事而廢校。部分校舍至今仍留存，在戰後由糧食局使用，並於2016年被登錄為臺北市歷史建築。

#### 臺北幼稚園
愛國婦人會經營的台北幼稚園可追溯至1912年由牧師河合龜輔借用成淵學校設立的私立台北幼稚園，於1912年11月交由大谷虞經營。隨著入園人數增加造成空間漸不敷使用，在1916年12月通過了園舍新建計畫，由官民捐款了6,370圓，然而捐款尚未達標，加上後來的物價飛漲，於是借用總督府海軍幕僚舊廳舍之一部分作為幼稚園，在應急修繕後於將幼稚園於1919年6月遷至此處。之後卻因經費困難及經營者佐田文世於1926年3月去世，接手的井村冬子於是與愛國婦人會臺灣支部交涉並將幼稚園讓渡之，而愛國婦人會於1926年9月正式接手台北幼稚園。1927年1月，幼稚園借用後方與總督府舊廳舍相鄰的空地，新建一棟保育室。1931年，幼稚園遷入表町一丁目。
| 年份      | 內地人 | 本島人 | 合計 |
| --------- | ------ | ------ | ---- |
| 1926年9月 | 20     | 12     | 32   |
| 1929年7月 | 124    | 26     | 150  |
| 1933年    | -      | -      | 172  |
| 1936年    | -      | -      | 180  |
| 1939年    | -      | -      | 200  |

二戰後，台北幼稚園由陳儀之妻古月芳接收，改名為「復興幼稚園」。婦聯會於1949年成立後，改為「婦聯會台北分會附設復興幼稚園」，並在1959年遷至私立復興高中現址，成為其前身。